# Dân ca Việt Nam
Dân ca Việt Nam là một thể loại âm nhạc cổ truyền Việt Nam, được lưu truyền trong dân gian. Dân ca có nhiều làn điệu từ khắp các miền cộng đồng người, thể hiện qua có nhạc hoặc không có nhạc của các dân tộc Việt Nam. Do chính người dân lao động tự sáng tác theo tập quán, phong tục. Trong sinh hoạt cộng đồng người quần cư trong vùng đất của họ, thường trong làng xóm hay rộng hơn cả một miền. Các làn điệu dân ca thể hiện phong cách bình dân, sát với cuộc sống lao động mọi người. Các dịp biểu diễn thường thường là lễ hội, hát làng nghề. Thường ngày cũng được hát lên trong lao động để động viên nhau, hay trong tình yêu đôi lứa, trong tình cảm giữa người và người. Tuy nhiên mỗi tỉnh thành của Việt Nam lại có âm giọng và ca từ khác nhau nên dân ca cũng có thể phân theo tỉnh nhưng gọi chung cho dễ gọi vì nó cũng có tính chung của miền Bắc, miền Trung và miền Nam Việt Nam.

## Phân loại
Do đặc điểm xuất xứ, dân ca thường được phân loại theo vùng miền. Đôi khi nó cũng được phân biệt theo dân tộc do đặc điểm phân bố cộng đồng người theo địa hình.

### Theo vùng miền
Để phân định và gọi theo vùng miền hay từng tỉnh thì người ta phân định bằng "ca từ", bằng "âm giọng" bằng cách "nhấn nhá", "luyến lấy", "ngân nga", "rê giọng",... mà chỉ ở vùng miền này có thể hát hay từng tỉnh có thể hát được. Tuy chữ đọc thì giống nhau nhưng âm khi phát ra thì khác nhau chút đỉnh mà những nơi khác không dùng hay cách nhấn nhá, luyến láy của địa phương đó mà nơi khác không hát.
Đặc điểm tiếng địa phương, những địa danh là cách dễ nhận biết nhất xuất xứ của một bài dân ca, cụ thể:
- Dân ca miền Bắc thường có những từ đệm như: "rằng, thì, chứ..." và các dấu giọng như: sắc, huyền, hỏi, ngã, nặng được dệt bới những nốt nhạc sao cho việc phát âm được rõ nét. Một số phụ âm được phát âm một cách đặc thù như: "r, d, gi" hay "s và x" phát âm giống nhau, không phân biệt nặng nhẹ.
- Dân ca miền Trung thì thường có chữ " ni, nớ, răng, rứa..." dấu sắc được đọc thành dấu hỏi (so với giọng người Bắc), dấu hỏi và ngã đều được đọc giống nhau và trầm hơn chữ không dấu.
- Dân ca miền Nam thì thường có chữ "má (mẹ), bậu (em), đặng (được)..." chữ "ê" đọc thành chữ "ơ", dấu ngã đọc thành dấu hỏi,... Nhưng nhìn chung thì vẫn là thoát thai từ lòng dân với đậm tính chất mộc mạc giản dị của họ.

### Theo dân tộc
- Người Kinh chia ra 3 vùng, Đồng bằng Bắc bộ; Trung bộ; Nam bộ: Bài chòi, Hò Huế, Ca trù, Cò lả, Chầu văn, Hát dô, Hát dặm, Hát đúm, Hát ghẹo, Hát phường vải, Hát sắc bùa, Hát trống quân, Hát ví, Hát xoan, Múa bóng rỗi, Hát vè, Hò, Lý, Lễ nhạc Phật giáo, Nhạc lễ Nam Bộ, Quan họ, Xẩm.
- Các dân tộc khác chia theo địa lý nơi dân tộc đó ở, Tây bắc-Việt bắc; Tây Nguyên; Dân tộc Chăm; Dân tộc Khơ me; Dân tộc Hoa: Hát Ayray, Hát À day, Hát Ba sắc, Hát Bơk Weng non, Hát Cà lơi - Cha chấp, Hát cúng tìm vía, Hát dù kê, Hát duê, Hát đồng dao Kuh nrau, R'bàng nrau, Hát Êmê kha bá, Hát Khan, Hát khắp sên, Hát kưứt, Hát H'ri, Hát Lam leo, Hát lượn, Hát Lo khol, Hát sình ca, Hát sli, Hát soong hao, Hát Soọng-cô, Hát Thay mai, Hát tà oải, Hát then, Hát vèo ca, Hát xà nớt, Hát xiêng.

## Một số bài hát Dân ca
- Dân ca Bắc bộ có nhiều bài nổi tiếng như: Cò lả, Bèo dạt mây trôi, Trống cơm, Lý cây đa,... hay các bài dân ca địa phương như: Bà rằng bà rí, Xe chỉ vá may (Dân ca Phú Thọ); Ba quan, Mời trầu, Hát chào, Hát thầm, Trúc mai (Dân ca Hà Nam); Cây trúc xinh, Trên rừng ba sáu thứ chim, Người ở đừng về (Dân ca Quan họ), Đi cấy (Dân ca Thanh Hóa),...
- Dân ca Trung bộ có những bài nổi tiếng như: Lý mười thương (ca Huế), Lý thương nhau (dân ca Quảng Nam), Hò đối đáp, Hát ví, Dặm.. (dân ca Nghệ Tĩnh), Hò hụi, Hò giã gạo (Dân ca Bình Trị Thiên), Lý vọng phu, Lý thiên thai (Dân ca khu 5), ...
- Dân ca Nam bộ gồm các điệu hò, lý, vè, tiêu biểu như: Ru con, Lý đất giồng, Bắc Kim Thang, Lý cây bông, Lý dĩa bánh bò, Lý ngựa ô, lý quạ kêu, lý chiều chiều, Lý bông dừa, Lý con sáo, Lý qua cầu...

## Các thể loại nhạc
- Nhạc khí: Họ hơi; Họ màng rung; Họ tự thân vang; Họ dây; Hòa tấu nhạc cụ.
- Âm nhạc sân khấu: Chèo; tuồng; cải lương; tân cổ; bài chòi.
- Âm nhạc nghi lễ: hát văn; Lễ nhạc Phật giáo.
- Thể loại khác: Âm hưởng dân ca;